# Filomena Delli Castelli
Filomena Delli Castelli (Città Sant'Angelo, 28 settembre 1916 – Pescara, 22 dicembre 2010) è stata una politica italiana, ricordata per essere stata una delle 21 donne elette all'assemblea costituente italiana.

## Biografia
Nata a Città Sant'Angelo da una famiglia di umile estrazione con il papà emigrato in America, si diplomò presso l'Istituto Magistrale del paese d'origine per poi continuare gli studi e conseguire la laurea presso l'Università Cattolica del Sacro Cuore a Milano in lettere e filosofia. Esercitò quindi la professione di maestra.
Già in età giovane impegnata all'interno del Movimento Giovanile dell'Azione Cattolica di cui era presidente durante gli studi magistrali, ne continuò il legame durante gli anni dell'Università iscrivendosi alla Federazione italiana Cattolica Universitaria nel 1940.
Finita la seconda guerra mondiale, divenne insegnante presso l'istituto magistrale dove aveva conseguito il diploma. Fondò una sezione del partito della Democrazia Cristiana e successivamente fu nominata Segretaria provinciale del Movimento Femminile del Partito.
Eletta, insieme a sole 21 donne, all'Assemblea costituente italiana il 2 giugno 1946, fu riconfermata alla Camera dei deputati nel 1948 e poi nel 1953, dove subentrò come prima dei non eletti al dimissionario Giuseppe Castelli Avolio.
Dal 1951 al 1955 fu anche sindaco di Montesilvano.
In seguito fu collaboratrice della RAI per vari anni e si dedicò alla promozione e all'organizzazione di attività culturali e di volontariato.
Fece parte del Comitato d'Onore per le celebrazioni del 60º anniversario dell'Assemblea Costituente istituito nella XIV Legislatura (2001-2006).

## Intitolazioni
- Il 20 dicembre 2019 l'è stato intitolato il terzo ponte sul fiume Saline tra le città di Montesilvano e Città Sant'Angelo.
- Il comune di Pescara nel 2020 le ha intitolato uno spazio cittadino.
- Nel 2021 il Comune di Giulianova le ha intitolato una via in una nuova urbanizzazione.